# Безлесный (Краснодарский край)
Безле́сный — хутор в Усть-Лабинском районе Краснодарского края России.
Административный центр и единственный населённый пункт Ленинского сельского поселения.

## География
Хутор расположен по берегам запруженной балки Сухой Лог (приток Левого Бейсужка), в степной зоне, на расстоянии 36 км к северо-востоку от города Усть-Лабинск, административного центра района.

## Население
| 2002  | 2010  | 2012  | 2013  | 2014  | 2015  | 2016  |
| ----- | ----- | ----- | ----- | ----- | ----- | ----- |
| 1283  | ↗1437 | ↘1421 | ↘1413 | ↗1419 | →1419 | ↗1420 |
| 2017  | 2018  | 2019  | 2020  | 2021  | 2023  |       |
| ↘1395 | ↘1372 | ↘1341 | ↘1336 | ↘1185 | ↘1164 |       |

## Улицы
| - ул. Гагарина, - ул. Красная, - ул. Пролетарская, | - ул. Садовая, - ул. Степная, - ул. Ухтинская. |

## Известные уроженцы
- Трефилов, Евгений Васильевич (род. 1955) — советский гандболист, советский и российский гандбольный тренер. Заслуженный тренер России.